# Vanhornia
Vanhornia  (лат.) — род проктотрупоидных наездников из семейства Vanhorniidae (Proctotrupoidea).

## Распространение
Северное полушарие: Северная Америка, Корея, Россия (Приморский край), Швеция.

## Описание
Длина около 5 мм. Жилкование передних крыльев обладает сходством с семейством Heloridae. Мезоскутум с парапсидальными бороздами. Усики 13-члениковые. Брюшко без стебелька, большая часть сегментов слита в один крупный. Паразитируют на личинках жуков из семейства древоеды (Eucnemidae). До описания родов Heloriserphus Masner in Townes & Townes, 1981 и Sinicivanhornia He & Chu, 1990 был единственным родом семейства Vanhorniidae.

### Список видов
- Vanhornia eucnemidarum Crawford, 1909 — Северная Америка, Корея[1][4].
- Vanhornia leileri Hedqvist, 1976 — Россия (Приморский край), Швеция[5][4].
- V. quizhouensis (He & Chu, 1990)
- Vanhornia yurii Timokhov & Belokobylskij, 2020 — Россия (Приморский край)